# Хунгер, Герберт
Герберт Хунгер (нем. Herbert Hunger; 9 декабря 1914, Вена — 9 июля 2000, Вена) — австрийский историк-византист. Доктор. Профессор Венского университета. С 1973 по 1982 год занимал два срока подряд пост президента Австрийской академии наук. Иностранный член Американского философского общества (1980).
Основал и возглавил первую в Австрии школу византинистики. 
C 1956 по 1962 директор отдела папируса Австрийской национальной библиотеки. В 1962 году стал первым фул-профессором византинистики в Венском ун-те, где работал до своей отставки в 1985 году. Основатель там Института византийских исследований.
Dr. h.c. mult.
Похоронен на центральном кладбище.

## Звания и награды
- 1968: Премия Вильгельма Гартеля
- 1979: Приз города Вены за гуманитарные науки
- 1981: Австрийский почётный знак «За науку и искусство»
- Большой золотой знак за заслуги перед Австрийской республикой
- Большой золотой знак За заслуги перед городом Вена
- Гранд-Командор Ордена Феникса (Греция)
- Большой крест со звездой ордена «За заслуги перед Федеративной Республикой Германия»